# Lützow, Nordwestmecklenburg
Lützow là một đô thị tại huyện Nordwestmecklenburg, bang Mecklenburg-Vorpommern, miền bắc nước Đức.
Thành phố có diện tích 24,83 km2, dân số thời điểm ngày 31 tháng 12 năm 2006 là 1551 người.